# Джулиан Маклийн
Джулиан Маклийн (на английски: Julianne MacLean) е канадска писателка на бестселъри в жанра исторически любовен роман. Писала е и под псевдонима Е. В. Мичъл (E V Mitchell).

## Биография и творчество
Джулиан Маклийн е родена през 1966 г. в Канада. Баща ѝ работи във филмопроизводството, а дядо ѝ и фотограф и художник. От малка се влюбва в романтичната литература.
През 1987 г. получава бакалавърска степен по английска литература от Кралския колеж на Университета на Халифакс. За да се издържа, през 1992 г. завършва Университета „Акадия“ в Уолфвил с бакалавърска степен по бизнес администрация със специалност счетоводство. След дипломирането си работи като служител към главния одитор. Заедно с работата си продължава да пише романтична литература.
През 2000 г. е издаден първият ѝ любовен роман „Prairie Bride“. По-късно тя напуска работата си и се посвещава на писателската си кариера.
Член е на Асоциацията на писателите на любовни романа от Атлантическа Канада.
Джулиан Маклийн живее със семейството си в Нова Скотия.

## Произведения

### Самостоятелни романи
- Prairie Bride (2000)
- The Marshal and Mrs. O'Malley (2001)
- Adam's Promise (2003)
- Sleeping with the Playboy (2003)
- Taken by the Cowboy (2011)

### Серия „Американски богати наследници“ (American Heiress)
1. To Marry the Duke (2003)
2. An Affair Most Wicked (2004)
3. My Own Private Hero (2004)
4. Love According to Lily (2005)
5. Portrait of a Lover (2006)
6. Surrender to a Scoundrel (2006)

### Серия „Дворецът Пембрук“ (Pembroke Palace)
1. In My Wildest Fantasies (2007)
2. The Mistress Diaries (2008)
3. When a Stranger Loves Me (2009)
4. Married By Midnight (2012)
5. A Kiss Before the Wedding (2012)
6. Seduced at Sunset (2013)

### Серия „Планинци“ (Highlanders)
1. The Rebel (2011) – новела
Бунтовникът, фен-превод
2. Captured by the Highlander (2011)
3. Claimed by the Highlander (2011)
4. Seduced by the Highlander (2011)
5. Return of the Highlander (2015)
6. Taken by the Highlander (2015)

### Серия „Кралска трилогия“ (Royal Trilogy)
1. Be My Prince (2012)
2. Princess in Love (2012)
3. The Prince's Bride (2013)

### Серия „Небесен цвят“ (Color of Heaven)
1. The Color of Heaven (2013) – първоначално издаден под псевдонима Е. В. Мичъл
2. The Color of Destiny (2013)
3. The Color of Hope (2013)
4. The Color of a Dream (2014)
5. The Color of a Memory (2014)
6. The Color of Love (2014)
7. The Color of the Season (2014)
8. The Color of Joy (2015)
9. The Color of Time (2015)
10. The Color of Forever (2016)